# 日原麻貴
日原 麻貴（ひはら まき、1971年5月22日 - ）は、日本の元アイドル、歌手、女優。東京都江東区出身。
1988年にミスマガジン特別賞を受賞し、翌1989年に歌手デビューした。同期の歌手に宮沢りえ、島崎和歌子、田村英里子、田中美奈子などがいる。活動当時はイルカオフィスに所属していた。

## 作品

### シングル
- 禁じられたDesire（1989年8月21日）
- わかってない!!（1989年12月21日）
- 今夜はLAMBADA（1990年3月21日）
- そんなKissじゃ眠れない（1990年9月5日）

## 出演

### 映画
- びんばりハイスクール（1990年）